# Siódmy syn (powieść)
Siódmy syn (tyt. oryg. The Seventh Son) – powieść Orsona Scotta Carda, należąca do gatunku fantasy, będąca pierwszą z cyklu Opowieści o Alvinie Stwórcy, opublikowana w 1987 r.
W Polsce książka wydana została nakładem wydawnictwa Prószyński i S-ka w 1993 r.
Siódmy syn zdobył w 1988 Nagrodę Locusa za najlepszą powieść fantasy, oraz był nominowany do nagród Hugo i World Fantasy.

## Świat powieści
Akcja powieści rozgrywa się w Ameryce Północnej XIX wieku, gdzie historia potoczyła się odmiennie od naszej, a magia jest wciąż żywa. Powszechną rzeczą są „talenty” – magiczne umiejętności, z którymi rodzą się ludzie.

## Fabuła
Bohater, Alvin Miller, jest siódmym synem siódmego syna, postacią niezwykłą, stworzoną by zmienić otaczający go świat. W pierwszej części cyklu młody Alvin uczy się dysponować swoją mocą i poznaje możliwości swego umysłu.

## Wpływ na inne dzieła
Powieść Siódmy syn, stała się inspiracją dla zespołu Iron Maiden do nagrania jednej z ich płyt studyjnych pt. Seventh Son of a Seventh Son.
Powieść została sparodiowana przez Terry’ego Pratchetta w powieści Czarodzicielstwo należącej do cyklu Świat Dysku.